# 7,5 cm FK 16 nA
7,5 cm FK 16 nA (сокр. от нем. 7,5 cm FeldKanone 16 neuer Art — 7,5-см полевое орудие образца 1916 года новой конструкции) — немецкое 75-мм полевое орудие времён Первой и Второй мировых войн. Так, на 1 июня 1941 года в войсках числилось 294 пушки.

## Краткое описание
Изначально было создано ещё в 1916 году под именем 7,7 cm FK 16 и использовалось кайзеровскими войсками. После Первой мировой войны Германии было запрещено производить артиллерию, но приход нацистов к власти привёл к возобновлению производства оружия. Сохранившиеся орудия калибра 77 мм были переделаны под калибр 75 мм, вследствие чего и получили приписку «Neuer Art».
Для стрельбы использовало разрывные снаряды массой 5,83 кг и бронебойные массой 6,8 кг. Скорострельность составляла от 10 до 12 выстрелов в минуту. Подобное орудие использовалось немцами при обороне Атлантического вала. Недостатком был деревянный лафет, вследствие чего доставлять подобное орудие при помощи моторизованных средств было невозможно.